# 내향성 발톱
내향성 발톱 (내성 발톱 또는 조갑 감입증)은 발톱이 살 속으로 파고 들어 염증과 통증이 발생하는 질환이다. 흔히 보는 손발톱 질환 중 하나로 주로 엄지발톱에 발생한다.

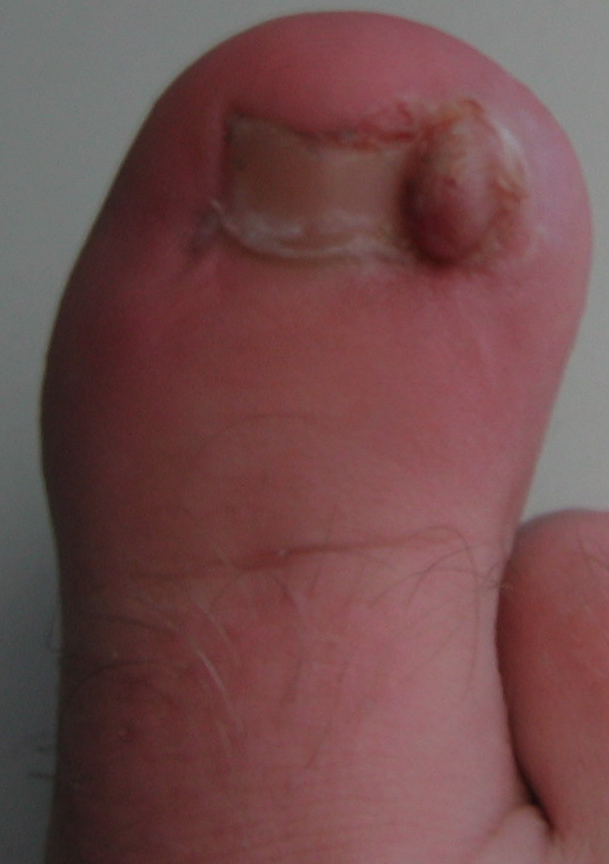

## 원인
발톱이 살속으로 파고들어 염증이 발생하고 시간이 갈수록 고름이 차게 된다. 발톱이 안쪽으로 자라면서 살과의 마찰로 인해 발생하는 질병으로 발톱 끝을 둥글게 깎거나 또는 매우 짧게 깎거나 하이힐이나 앞 폭이 좁은 신발을 장시간 신고 다녔을 경우에 많이 생긴다. 특히 여성들에게 많이 발생하며 남자의 경우엔 군대에서 착용하는 군화가 원인이 되기도 한다. 선천적인 요인도 있지만 대부분 후천적으로 많이 발생한다.
무좀을 오래 방치하여 발톱이 안쪽으로 자라는 모양이 변형되는 경우도 있다.

## 증상
몸의 무게가 실리는 엄지발가락에 주로 많이 발생한다. 특히 왼발 엄지보다 오른발 엄지에 잘 생긴다. 증상 초기에는 발가락의 가장자리가 약간 빨개지면서 붓고 가벼운 통증이 수반된다. 그 후 마찰이 심해지면서 더욱 붓고 진물이 나게 되며 육아 조직(염증과 혈관, 섬유조직이 증식된 덩어리)이 증식하고 발톱 주위가 곪기 시작한다. 이처럼 진행되면서 심한 냄새가 나고, 발톱무좀과 발각질제거에 이르기까지 심한 통증으로 인해 정상적인 보행이 힘들어진다.
통증으로 인한 보행 장애 및 염증이 심해질 경우, 연조직염과 같은 2차 감염 질환이 발생할 수 있다.

## 진단 및 치료
대부분의 내향성 발톱은 겉으로 나타나는 특징만으로도 진단할 수 있다. 가벼운 경우에 파고 들어간 손발톱의 가장자리와 살 사이에 솜꾸러미나 치과용 치실을 끼워 넣어주면 완치된다. 보다 간편한 방법으로는 내성발톱밴드를 사용할 수 있으며 실리콘 타입과 접착식 테이프 타입이 있다. 내향성 발톱의 뿌리를 찾아서 뽑거나 양 옆의 살속으로 파고드는 발톱을 세로로 잘라내는 시술등이 있다. 이 시술은 가정에서 하는 것이 아닌 의료 시설에서만 가능하며, 가정에서 단독으로 시행하는 경우 이전보다 발톱이 더욱 파고들게된다.

## 예방방법
철저한 휴식이 필요하고, 내성발톱과 문제성발톱에 압력이 가해지는 행동을 자제한다. 가급적 신발을 신는 행동까지도 피하고, 깨끗한 생리식염수나 물에 발가락을 담가 소독한다. 무엇보다 평소 발톱관리에 신경을 쓴다. 발톱을 깎을 때 손톱깎이를 발양측에 깊이 넣어서 깊숙한 곳까지 짧게 깎으려는 행동은 위험하다. 그보다 발톱을 가로로 일자로 깎는 것이 좋다. 발톱의 양끝이 항상 외부에 노출되도록 한다. 이는 내향성 발톱의 발병이 예상되는 잠재적인 고위험 환자군 뿐만 아니라 오랫동안 당뇨병을 앓아 당뇨발의 합병증이 있는 환자들에게서 더욱 강조된다.